# Landkreis Naumburg
| Basisdaten                    | Basisdaten       |
| ----------------------------- | ---------------- |
| Preußische Provinz            | Provinz Sachsen  |
| Regierungsbezirk              | Merseburg        |
| Verwaltungssitz               | Naumburg (Saale) |
| Einwohner                     | 15.749 (1925)    |
| Gemeinden                     | 42 (1932)        |
| Lage des Landkreises Naumburg |                  |
|                               |                  |

Der Landkreis Naumburg, von 1816 bis 1818 Stadtkreis Naumburg und von 1818 bis 1914 Kreis Naumburg, war ein Kreis in der preußischen Provinz Sachsen. Der Kreissitz war in Naumburg (Saale). Das ehemalige Kreisgebiet liegt heute im Burgenlandkreis in Sachsen-Anhalt.

## Geschichte
Bei der Einteilung des Regierungsbezirks Merseburg der preußischen Provinz Sachsen in Kreise wurde 1816 zunächst der Stadtkreis Naumburg gebildet, der neben der Stadt Naumburg den stadtnahen Teil des alten Amtes Naumburg mitsamt den Dörfern Grochlitz und Schönburg, das Dorf Altenburg aus dem alten Amt Pforta sowie das Dorf Wethau aus dem alten Amt Weißenfels umfasste.
Bereits am 1. Januar 1818 wurde der Stadtkreis Naumburg um zahlreiche Ortschaften des Kreises Weißenfels vergrößert, die aus den alten Ämtern Eckartsberga, Naumburg, Pforta und Amt Tautenburg stammten. Der Kreis wurde seitdem nur noch als Kreis Naumburg bezeichnet.
Am 28. März 1878 wurden die Landgemeinden Gieckau, Pohlitz, Rathewitz und Scheiplitz aus dem Kreis Weißenfels in den Kreis Naumburg umgegliedert.
1914 wurde die Stadt Naumburg kreisfrei und aus dem verbleibenden Kreis wurde der Landkreis Naumburg. Der Landkreis Naumburg wurde 1932 aufgelöst und in den benachbarten Landkreis Weißenfels eingegliedert.

## Landräte
- 1816–1841 Carl Peter Lepsius
- 1841–1851 Georg von Wangelin
- 1875–1877 Otto Tellemann
- 1877–1890 Max Barth
- 1890–1898 Friedrich von Feilitzsch
- 1898–1905 Alexander von Dalwigk zu Lichtenfels
- 1905–1922 Helmuth von Schele
- 1922–1932 Karl Leopold Deines

## Einwohnerentwicklung
| Einwohner          | 1816  | 1843   | 1871   | 1890   | 1900   | 1910   |  | 1925   |
| ------------------ | ----- | ------ | ------ | ------ | ------ | ------ |  | ------ |
| Landkreis Naumburg | 9.725 | 22.033 | 26.708 | 33.214 | 37.349 | 41.724 |  | 15.749 |

## Städte und Gemeinden
Der Landkreis Naumburg umfasste nach dem Ausscheiden der Stadt Naumburg und der Aufhebung aller Gutsbezirke die Stadt Bad Kösen und 41 weitere Gemeinden:
| - Abtlöbnitz - Altenburg a. S. - Bad Kösen, Stadt - Benndorf - Droitzen - Flemmingen - Gernstedt - Gieckau - Görschen - Großjena - Hassenhausen | - Kleinheringen - Kleinjena - Kreipitzsch - Lengefeld - Lißdorf - Mertendorf - Mollschütz - Niedermöllern - Obermöllern - Plotha - Pohlitz | - Pomnitz - Poppel - Possenhain - Punkewitz - Punschrau - Rathewitz - Rehehausen - Rödigen - Roßbach a./Saale - Saaleck - Scheiplitz | - Schellsitz - Schönburg - Schulpforte - Spielberg - Taugwitz - Wethau - Wettaburg - Wetterscheidt - Zäckwar |

Die bevölkerungsreichsten Gemeinden waren 1933 die Stadt Bad Kösen mit 3.373 und die Gemeinde Altenburg a. S. mit 1.582 Einwohnern.